# 四所村
四所村（ししょむら）は、京都府加佐郡にあった村。現在の舞鶴市の北西部、舞鶴湾の西岸にあたる。

## 地理
- 海洋：舞鶴湾
- 山岳：愛宕山、槙山
- 岬：横波鼻、金ヶ岬

## 歴史
- 1889年（明治22年）4月1日 - 町村制の施行により、上福井村・下福井村・新宮村・喜多村・大君村・吉田村・青井村・白杉村の区域をもって発足。
- 1894年（明治27年） - 大字新宮が大字下福井・喜多に編入。7大字となる。
- 1936年（昭和11年）8月1日 - 舞鶴町に編入。同日四所村廃止。

## 交通

### 鉄道路線
- 鉄道省
  - 宮津線（現・京都丹後鉄道宮舞線）
    - 四所駅

### 道路
- 丹後街道（現・国道175号）